# Schlehenhecken-Grauspanner
Der Schlehenhecken-Grauspanner (Ascotis selenaria) ist ein Schmetterling (Nachtfalter) aus der Familie der Spanner (Geometridae).

## Merkmale
Der Schlehenhecken-Grauspanner erreicht eine Flügelspannweite von 38 bis 48 Millimeter. Die Vorderflügel zeichnen sich durch eine gelblichweiße Grundfärbung aus, sind fein dunkel bestäubt und tragen einen hellen, schwarz gerandeten Mittelfleck. Der Mittelschatten und die Wellenlinie sind oftmals nur undeutlich gezeichnet und setzen sich auf den Hinterflügeln fort. Ferner sind auf den Vorderflügeln zwei bräunliche Querlinien zu finden, von denen die äußere scharf gezähnt ist. Im Saumfeld befinden sich über der Radiale 3 meist ein bis zwei schwärzliche Flecke. Die Art ist wegen der markanten Mondflecke auf den Vorder- und Hinterflügeln unverwechselbar.
Die Färbung und Zeichnung der Raupen ist variabel und schwankt von einem zeichnungslosen Grün bis zu fein marmorierten Brauntönen. Sie erreichen eine Länge von bis zu 55 Millimetern.

### Unterarten
- Ascotis selenaria dianaria (Hübner, 1817)[3]
- Ascotis selenaria selenaria (Denis & Schiffermüller, 1775)[4]
- Ascotis selenaria artemis Staudinger, 1897. Amurgebiet bis Japan und Korea
- Ascotis selenaria cretacea (Butler, 1879)
- Ascotis selenaria reciprocaria (Walker)
- Ascotis selenaria imparata (Walker)

### Synonyme
- Boarmia selenaria[5]

## Vorkommen
Das Verbreitungsgebiet des Schlehenhecken-Grauspanners erstreckt sich von Spanien und dem westlichen Mittelmeerraum über die Balkanländer, Kleinasien, das Schwarzmeergebiet und den Kaukasus bis zum Altai, sowie von Mittel- und Osteuropa bis zum Ural. Die Art tritt auch in weiten Teilen Afrikas, bis nach Südafrika auf.

## Lebensweise
Der Falter ist an felsigen Hängen, Heckengebieten, buschigen Waldrändern und sandigen Kiefernwäldern zu finden.
Die Raupen leben polyphag unter anderem an folgenden Pflanzen: Feld-Beifuß (Artemisia campestris), Holunder (Sambucus spec.), Rosen (Rosa spec.), Brombeeren (Rubus fruticosus agg.), Besenginster (Cytisus scoparius), Löwenzahn (Taraxacum), Birken (Betula spec.), Erdbeerbäume (Arbutus spec.), Bibernellen (Pimpinella spec.), Steinklee (Melilotus spec.), Zypressen-Wolfsmilch (Euphorbia cyparissias), Langblättrige Akazie (Mimosa longifolia), Silber-Akazie (Mimosa dealbata), Salbei (Salvia spec.), Kahl-Weide (Salix glabra).
Die Raupen verpuppen sich im Boden und überwintern.
Die Falter sind nachtaktiv und fliegen gern künstliche Lichtquellen an.

### Flug- und Raupenzeiten
Der Schlehenhecken-Grauspanner bildet in einigen Verbreitungsgebieten drei bis fünf, in Südeuropa zwei Generationen im Jahr, die von April bis Mai und von Juli bis August fliegen. Die Raupen sind von September bis Oktober (erste Generation) und von Juni bis Juli (zweite Generation) anzutreffen. Wird wegen der klimatischen Verhältnisse nur eine Generation gebildet, dann fliegt diese von Ende Juni bis Anfang August, während man die Raupen von August bis September beobachten kann.

## Schädling
Weltweit ist Ascotis selenaria einschließlich seiner Unterarten ein ernstzunehmender Schädling im kommerziellen Feldbau. In Japan zählt die Unterart Ascotis selenaria cretacea zu den Schädlingen in Teepflanzungen.
Weitere Pflanzenarten, an denen die Art als Schädling festgestellt, wurde, sind: Erdnuss (Arachis hypogaea, Madagaskar 1939), Niembaum (Azadirachta indica, Indien 1940), Zitruspflanzen (Citrus spec., Südafrika 1965, Sizilien 1937), Weiße Maulbeere (Morus alba, Japan 1917), Kaffee (Coffea spec. Ostafrika 1972).